# داني فالنسيا
داني فالنسيا (بالإنجليزية: Danny Valencia) هو لاعب كرة قاعدة أمريكي، ولد في 19 سبتمبر 1984 في ميامي في الولايات المتحدة.

## وصلات خارجية
- داني فالنسيا على موقع دوري كرة القاعدة الرئيسي (الإنجليزية)
- داني فالنسيا على موقعبيزبول رفرنس.كوم (الدوري الرئيسي) (الإنجليزية)
- داني فالنسيا على موقعبيزبول رفرنس.كوم (الدوري الثانوي) (الإنجليزية)
- داني فالنسيا على موقع إي إس بي إن.كوم (أم.أل.بي) (الإنجليزية)
- داني فالنسيا على موقع مشجعي الرسوم البيانية (الإنجليزية)
- داني فالنسيا على موقع اللجنة الأولمبية الدولية (الإنجليزية)
- داني فالنسيا على موقع أوليمبيديا (الإنجليزية)